# Roelof Benjamin van den Bosch
Pour les articles homonymes, voir Bosch.
Roelof Benjamin van den Bosch (1810-1862) est un botaniste hollandais spécialisé dans les fougères et les mousses.

## Quelques publications
- Bryologia Javanica seu descriptio muscorum frondosorum Archipelagi Indici iconibus illustrata - auctoribus F. Dozy et J. H. Molkenboer. Post mortem auctorum edentibus R. B. van den Bosch et C. M. van den Sande Lacoste - E. J. Brill in Lugduni-Batavorum - Leyde, 1855-1870 Téléchargeable sur Biblioteca Digital
- Prodromus florae batavae - Editio altera. Nieuwe lijst der Nederlandsche phanerogamen en vaatkryptogamen. Uitgegeven door de Nederlandsche Botanische Vereniging. Nimègue, F.E. Macdonald, 1901-1916
- Plantae Junghuhnianae - Leyde, 1856
- Hymenophyllaceae Javanicae, sive Descriptio hymenophyllacearum archipelagi Indici iconibus illustrata - Leyde, 1861

## Plantes qui lui ont été dédiées
Le genre Vandenboschia de la famille des Hyménophyllacées lui a été dédié.